# Łęg (powiat śremski)
Łęg – osada w Polsce położona w województwie wielkopolskim, w powiecie śremskim, w gminie Śrem. W latach 1975–1998 miejscowość należała administracyjnie do województwa poznańskiego.
Położona na lewym brzegu Warty, 4 km na wschód od Śremu, przy drodze powiatowej nr 4074, która prowadzi przez Bystrzek i Olszę, nad starorzeczami i rozlewiskami Warty. Komunikację ze wsi do Śremu zapewnia komunikacja gminna (linie 3 i 4).

## Historia
Z 1252 roku pochodzi dokument książąt Przemysła II i Bolesława Pobożnego, wspominający dwóch kmieci, łowców bobrów, mieszkających w Łęgu. Wówczas wieś została darowana przez księcia Władysława Odonica klasztorowi Cysterek w Trzebnicy. W XIV wieku Łęg stanowił własność rycerską Wyszkoty z rodu Łodziów z Kórnika. Od XV wieku właścicielami byli Sapińscy, Opalińscy i Mycielscy. W XIX wieku, dwór w Łęgu, własność Leona Szmytkowskiego, gościł m.in. Karola Marcinkowskiego, Karola Libelta, Dezyderego Chłapowskiego i Stanisława Przybyszewskiego. Kolejnym nabywcą majątku był Piotr Pajzderski. W Łęgu urodzili się jego synowie:
- Sylwester Pajzderski (1876-1953) – architekt, architekt miejski Kalisza
- Nikodem Pajzderski (1882-1940) – historyk sztuki, dyrektor Muzeum Wielkopolskiego w Poznaniu.

Kolejnym właścicielem w latach 1904-1920 był Władysław Szczepkowski, który przejął władzę w Śremie podczas Powstania Wielkopolskiego, a następnie był starostą powiatu śremskiego. W 1908 Łęg stał się pierwszą wsią na ziemiach polskich, na której stosowano sztuczne deszczowanie pól.

## Zabytki

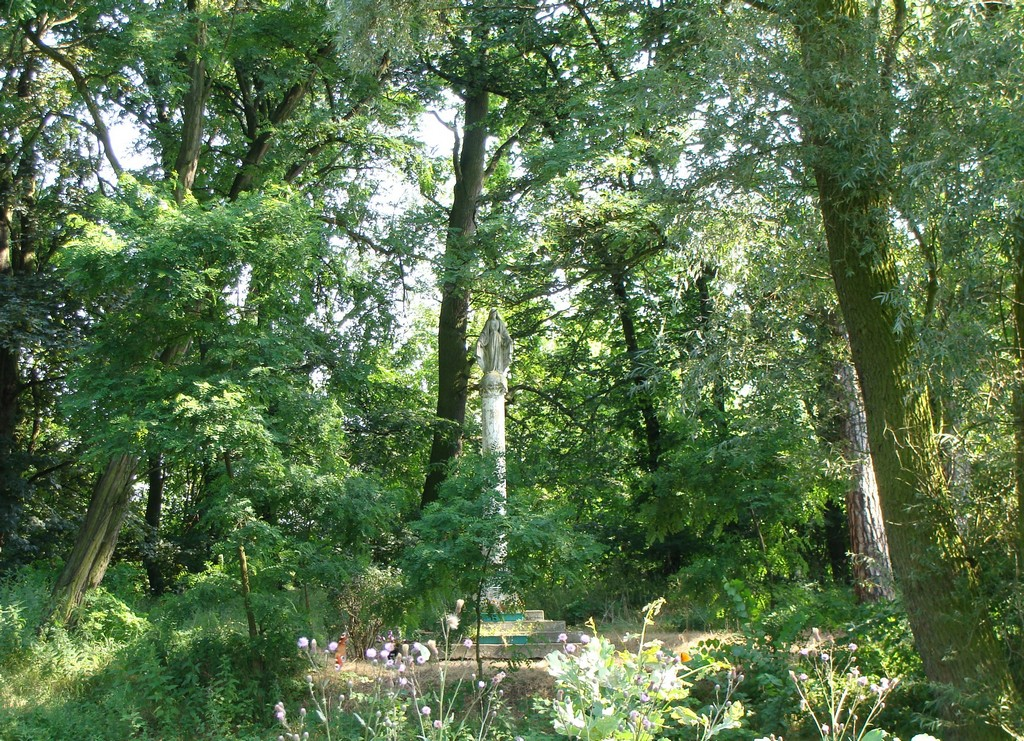
Kapliczka przydrożna z XIX w.

- Zespół pałacowy składa się z dworu Szczepkowskich z 1904 roku i parku krajobrazowego z XIX wieku. Dwór powstał z połączenia dwóch XIX-wiecznych budynków. Ma dwie romantyczne wieże oraz ganek wejściowy wsparty na ośmiu kolumnach. W parku znajdują się pomniki przyrody: dęby szypułkowe o obwodach 370 i 435 cm, jesion wyniosły o obwodzie 360 cm, wiąz szypułkowy o obwodzie 315 cm oraz jałowce wirginijskie. Zespół został wpisany do rejestru zabytków[7].
- Figura Matki Boskiej Niepokalanie Poczętej stojąca na kolumnie z XIX wieku zlokalizowana na skraju parku; znajduje się w gminnej ewidencji zabytków[8].

Do świątków przydrożnych należy również kapliczka Matki Boskiej Różańcowej z początku XX wieku oraz krzyż sprzed 1911 roku.